# Courtney Taylor Burness
Courtney Taylor Burness (La Jolla, 8 ottobre 1995) è un'attrice statunitense.

## Riconoscimenti
- Nomination ai Young Artist Awards 2008: Miglior attrice giovane non protagonista per Premonition

## Filmografia parziale

### Cinema
- Emmett's Mark, regia di Keith Snyder  (2002)
- Thank You for Smoking, regia di Jason Reitman (2005)
- Inserzione pericolosa 2, regia di Keith Samples (2005)
- Fur - Un ritratto immaginario di Diane Arbus, regia di Steven Shainberg (2006)
- Premonition, regia di Mennan Yapo (2007)
- Speak Now, regia di Noah Harald (2013)

### Televisione
- Il diario di Ellen Rimbauer, regia di Craig R. Baxley  – film TV (2003)
- Late Show with David Letterman – serie TV, 1 episodio (2003)
- Jimmy Kimmel Live! – serie TV, 1 episodio (2005)
- Law & Order: Unità Speciale – serie TV, 1 episodio (2005)
- Una mamma per amica – serie TV, 1 episodio (2006)
- La vita secondo Jim – serie TV, 2 episodi (2007-2008)
- Melissa & Joey – serie TV, 1 episodio (2011)
- ICarly – serie TV, 1 episodio (2012)
- The Crazy Ones – serie TV, 1 episodio (2013)
- Mad Men – serie TV, 1 episodio (2013)